# Gefängnis Pankrác

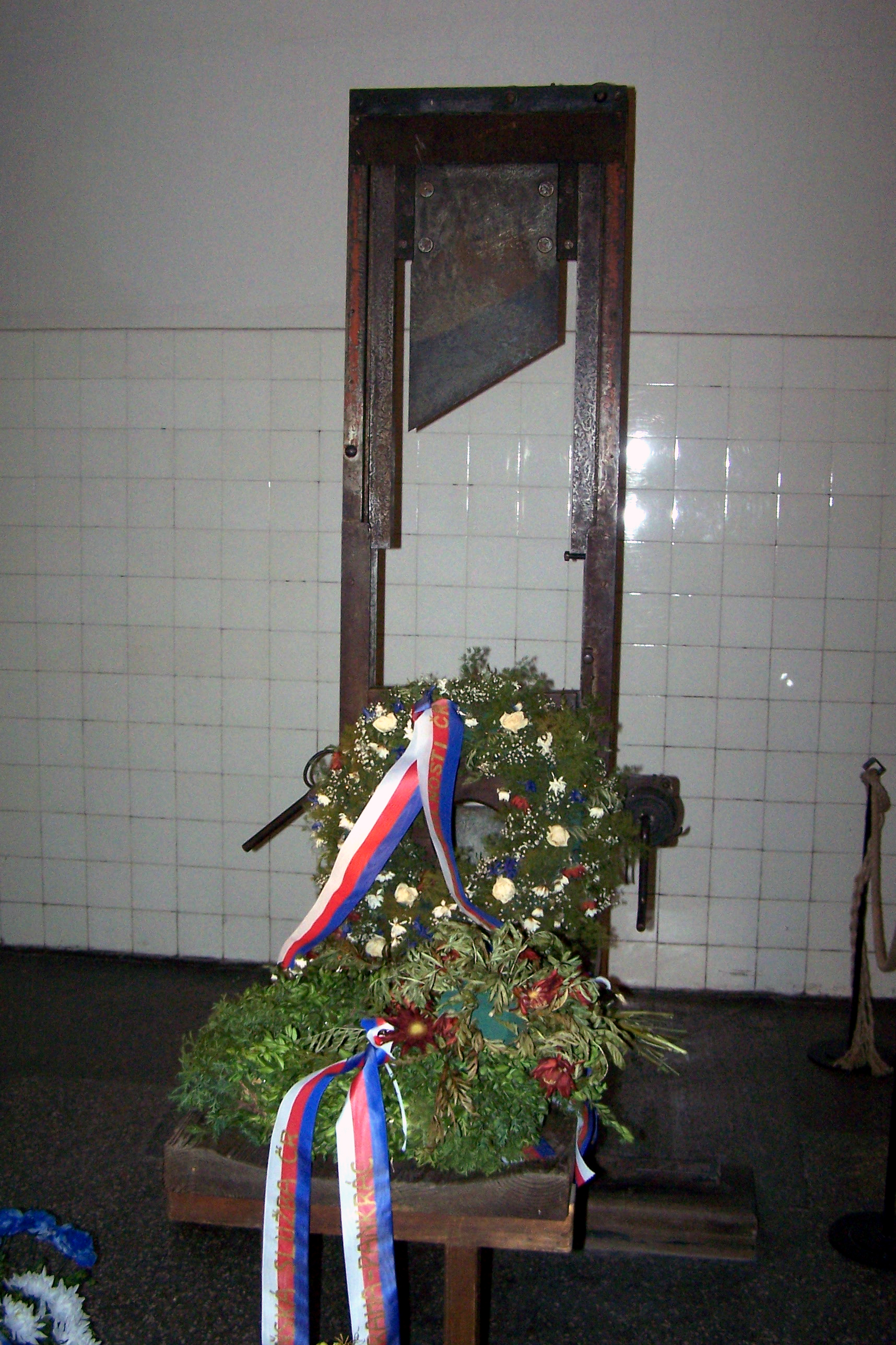
Guillotine aus dem Gefängnis

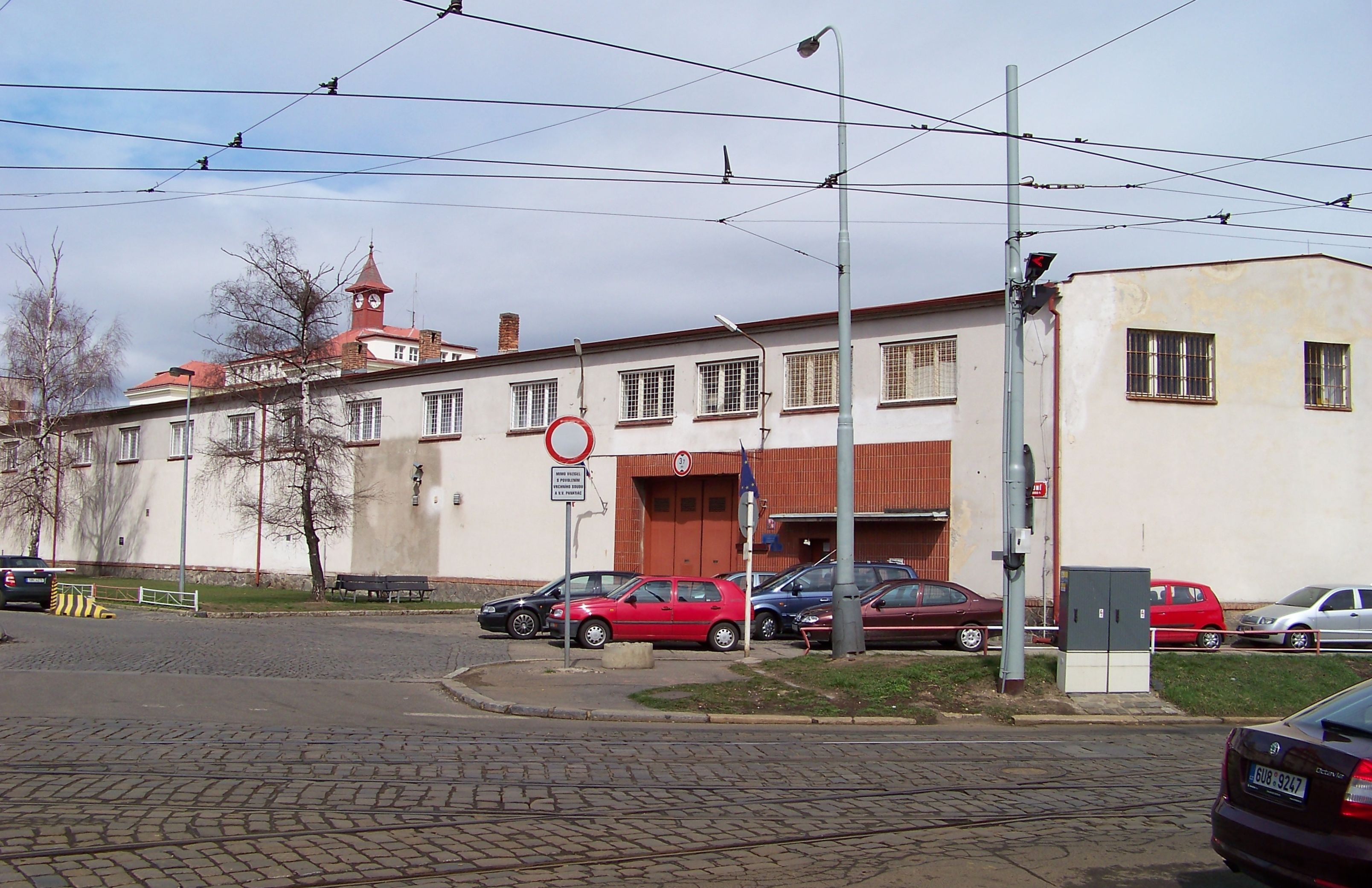
Der Gefängniseingang an der Ecke der Schienenschleife des Straßenbahndepots Pankrác

Das Gefängnis Pankrác (deutsch Pankratz), tschechisch Věznice Pankrác, liegt im Stadtteil Pankrác im Süden von Prag, der Hauptstadt Tschechiens. Historisch zum 14. Gemeindebezirk zugehörig, befindet es sich heute im Verwaltungsbezirk Prag 4. Der Stadtteil Pankrác, welcher seinen Namen von der Kirche St. Pankratius in Nusle erhielt, war und ist Synonym für das berüchtigtste Prager Gefängnis.

## Gefängnis

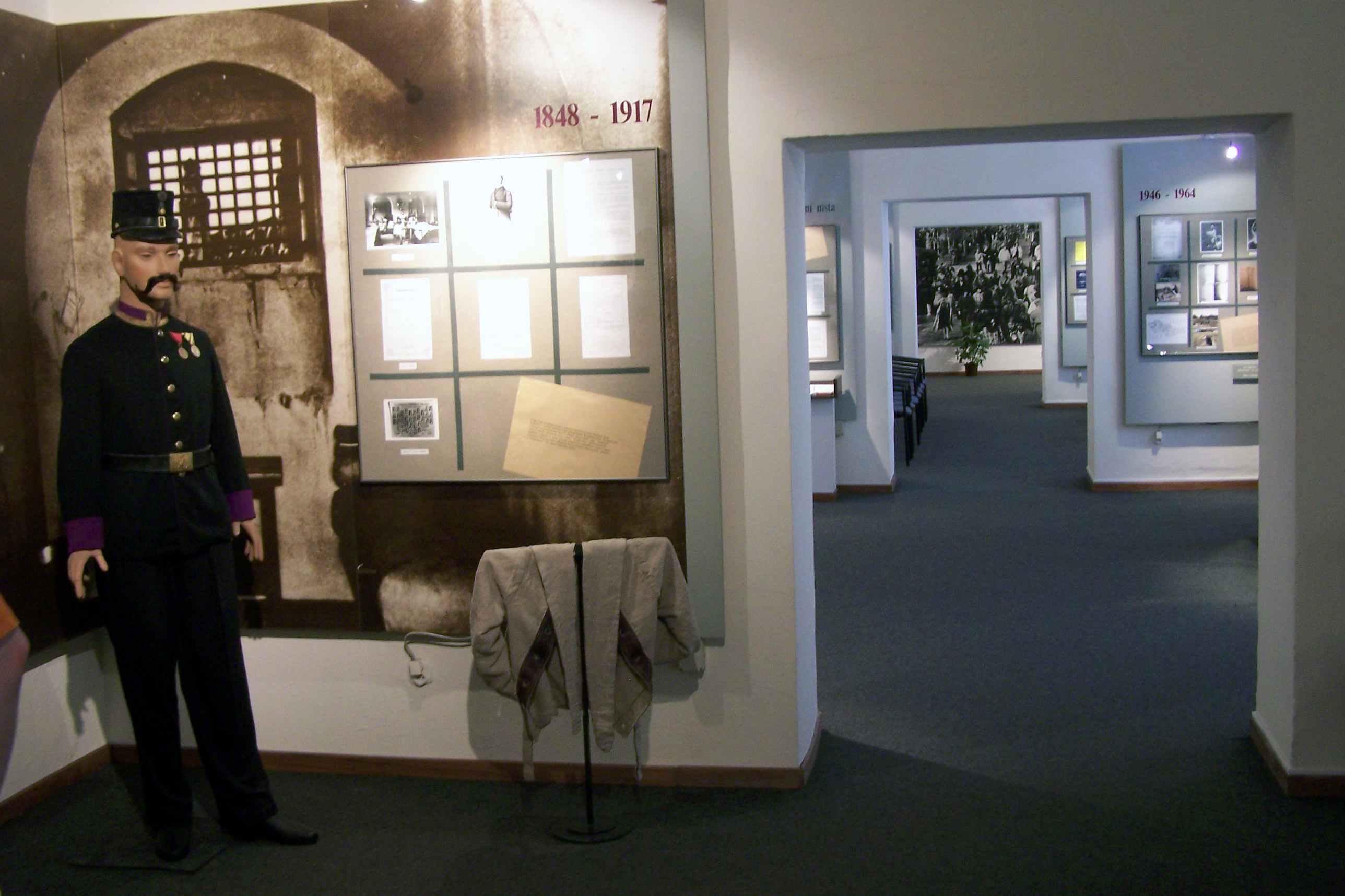
Museum im Gefängnis.

1852 wurde das österreichische kaiserliche Patent Nr. 117 über Straftaten, Übertretungen und Delikte veröffentlicht, das im historischen Gebiet Böhmens und Mährens über 100 Jahre galt. Die zu dieser Zeit bestehenden Gefängnisse entsprachen vor allem aus hygienischen Gründen nicht mehr den Anforderungen. 1885 begann man mit dem Bau eines neuen Gefängnisses zwischen den Stadtteilen Nusle und Pankratz. Der Bau wurde 1889 vollendet und kostete insgesamt 1.200.000 Gulden. Die ersten Gefangenen wurden im September des gleichen Jahres eingeliefert. Inhaftiert wurden hier von Beginn an alle Straftäter vom einfachen Gefangenen bis hin zu Schwerverbrechern.
Das Gefängnis war für seine Zeit modern ausgestattet. Es hatte eine Zentralheizung, beheizt mit Dampf, in Einzelhaftzellen mit Heißwasser. Die Beleuchtung erfolgte durch Gaslampen; das Gas stammte aus dem eigenen Gaswerk. Im Gefängnis gab es Bäder, Lernstuben (die Gefangenen waren verpflichtet, sich weiterzubilden), Vortragssäle, eine Turnhalle, 22 Werkstätten, sechs Ausgangshöfe, eine römisch-katholische Kirche, eine evangelische Kapelle und ein Gebetshaus für jüdischgläubige Inhaftierte. Das Gefängniskrankenhaus bestand aus 22 Zimmern.
Nach der Gründung der Tschechoslowakei 1918 diente Pankrác als Gefängnis der Kreisstrafgerichte Prags, in dem mehr als 800 Gefangene einsaßen. Zur damaligen Zeit war es das größte Gefängnis der 37 Kreisgerichte für Untersuchungshäftlinge und leichte Straftäter.
Zur Zeit des Zweiten Weltkrieges richtete es die deutsche Protektoratsverwaltung als Untersuchungsgefängnis der Gestapo ein. Am 15. April 1943 ließ Reichsminister Heinrich Himmler im Gefängnis eine Hinrichtungsstätte einrichten (im Volksmund Sekyrárna, zu deutsch Beilzimmer), drei Zellen mit einer Guillotine. Das Untersuchungsgefängnis war nun als „zentrale Hinrichtungsstätte für den Vollstreckungsbezirk IX“ (das Protektorat Böhmen und Mähren) vorgesehen. Als zuständiger Scharfrichter fungierte Alois Weiß, ein ehemaliger Hilfslagerarbeiter aus München, genannt „Henker von Pankratz“. Bis zum 26. April 1945 wurden hier 1087 Menschen hingerichtet, ihre Leichen im Krematorium Prag-Straschnitz verbrannt.
Nach der kommunistischen Machtübernahme von 1948 wurden im Gefängnis so genannte Staatsfeinde des Regimes untergebracht, viele von ihnen gefoltert und hingerichtet. Die Hinrichtungen fanden hinter dem Krankenhaus statt. An dieser Stelle steht heute ein Denkmal.
Heute hat die Anstalt 972 Plätze, davon 478 für Untersuchungshäftlinge und 494 für Gefangene mit Freiheitsstrafen. Das Krankenhaus hat eine Kapazität von 131 Betten, die Auslastung beträgt im Schnitt 105 %.

## Gefangene

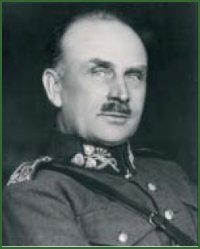
General Josef Bílý, Leiter der Widerstandsgruppe Obrana národa, war im Pankrác inhaftiert, bevor er anderenorts erschossen wurde.

Widerstand gegen den Nationalsozialismus:
- Josef Bílý (1872–1941), General
- Alois Eliáš (1890–1942), General und Politiker
- Vladislav Vančura (1891–1942), Schriftsteller, Dramatiker, Filmregisseur und Arzt
- Julius Fučík (1903–1943), Schriftsteller, Literaturkritiker und Chefredakteur, (in Berlin hingerichtet)
- Kamil Krofta (1876–1945), Historiker und Diplomat
- Anna Letenská (1904–1942), Schauspielerin und Widerstandskämpferin
- František R. Kraus
- Rudolf Karel (1880–1945), Komponist
- Radovan Richta (1924–1983), Soziologe und Philosoph
- Albert Göring (1895–1966),  Maschinenbauingenieur, Geschäftsmann, Bruder von Hermann Göring[2][3][4]

Weitere politisch Verfolgte des Naziregimes:
- Josef Beran (1888–1969), Erzbischof von Prag
- Petr Zenkl
- Norbert Čapek
- Mathias Wellan (1882–1964), DSAP-Politiker
- Marie Schmolková (1893–1940), Sozialarbeiterin

Nazi-Kriegsverbrecher und Kollaborateure:

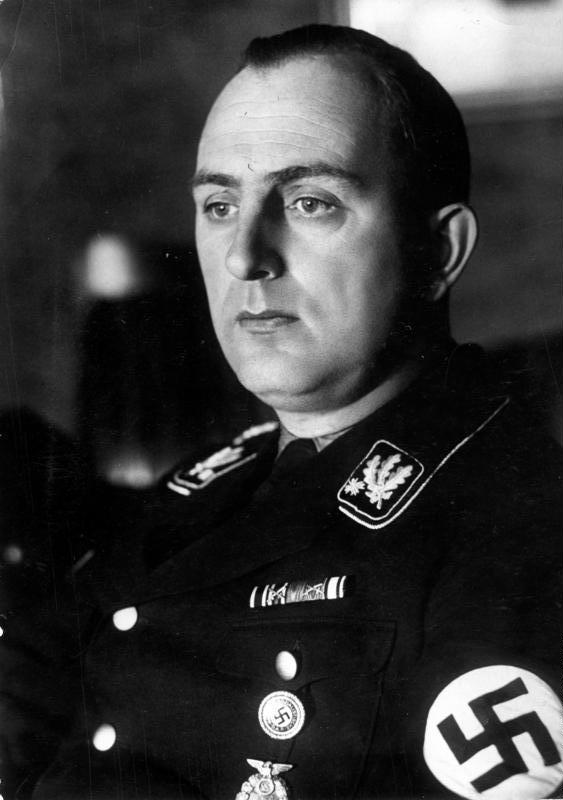
Kurt Daluege (1936)

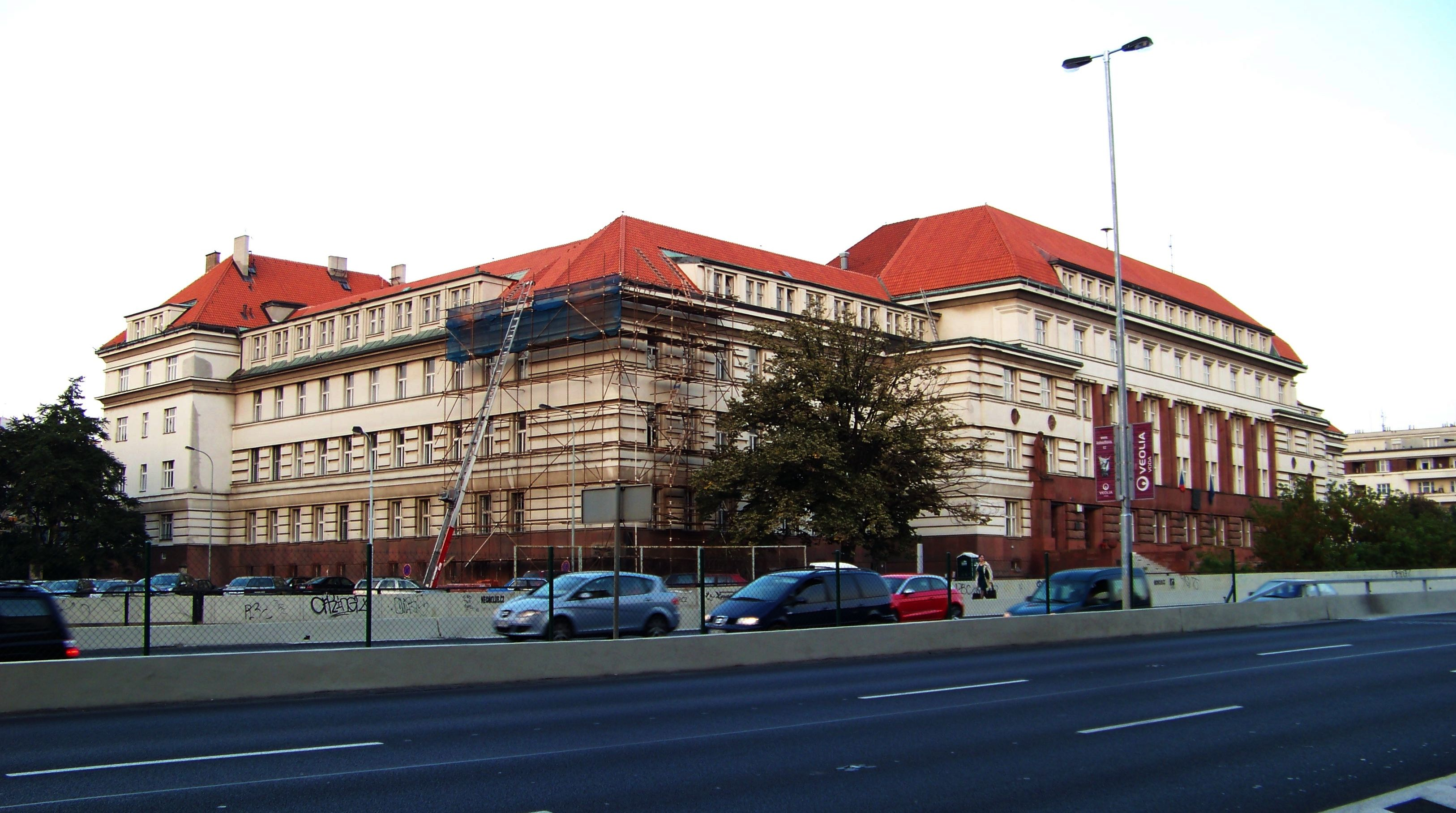
Blick auf das Gebäude des Obersten Gerichtes in Prag. Dieses befindet sich vorgelagert dem Gefängnisbau und ist mit diesem durch einen Tunnel verbunden.

- Kurt Daluege (1897–1946), deutscher Polizeigeneral im NS-Staat
- Karl Hermann Frank (1898–1946), deutscher SS-Führer, nationalsozialistischer Parteifunktionär und Politiker
- Josef Pfitzner (1901–1945), sudetendeutscher Historiker und nationalsozialistischer Kommunalpolitiker, außerhalb des Pankratz hingerichtet
- Rudolf Jung (1882–1945), deutscher Politiker, Autor und politischer Theoretiker des Nationalsozialismus
- Hans Krebs (1888–1947), deutschböhmischer Publizist und Politiker
- Emil Hácha (1872–1945), Jurist, Politiker, Lyriker und Übersetzer
- Jan Rys-Rozsévač
- Augustin Přeučil
- Karel Čurda (1911–1947), Soldat und Widerstandskämpfer im Zweiten Weltkrieg
- Emil Enhuber (1878–1947), Politiker (Sudetendeutsche Partei)

Opfer der kommunistischen Säuberung:
- Milada Horáková (1901–1950), Politikerin, Widerstandskämpferin und Frauenrechtlerin
- Zdenka Cecília Schelingová (1916–1955), slowakische Ordensschwester
- Záviš Kalandra (1902–1950), Historiker, Journalist, Publizist und Schriftsteller
- Vladimír Clementis (1902–1952), slowakischer Politiker, Jurist, Autor und Übersetzer
- Rudolf Margolius (1913–1952), Politiker
- Bedřich Reicin
- Rudolf Slánský (1901–1952), Generalsekretär der Kommunistischen Partei der Tschechoslowakei
- Otto Šling (1912–1952), Politiker
- Štěpán Trochta (1905–1974), Bischof des Bistums Leitmeritz
- Bohumil Modrý (1916–1963), Eishockeyspieler
- Rudolf Antonín Dvorský (1899–1966), Sänger, Komponist, Verleger und Bandleader
- Václav Vaško
- Václav Havel (1936–2011), Dramatiker, Essayist, Menschenrechtler und Politiker

Kriminelle:
- Václav Mrázek (1925–1957), Serienmörder
- Marie Fikáčková (1936–1961), Serienmörderin
- Olga Hepnarová (1951–1975), Massenmörderin
- Princ Dobroshi, kosovarischer Drogenhändler
- Vladimír Kotrouš, ehemaliger Chef der Prager Stadtpolizei (wegen Verdachts der Bestechlichkeit im Amt)
- Roman Týc, Künstler

Sonstige:
- Ivan Olbracht (1882–1952), Schriftsteller, Publizist, Journalist und Übersetzer deutscher Prosa
- Géza von Cziffra (1900–1989), ungarischer Filmregisseur und Drehbuchautor
- Hamid bin Abdal Sani, Prinz von Katar (wegen des Verdachts sexueller Kontakte mit Minderjährigen)
- Randy Blythe[5] (* 1971), Sänger der Band Lamb of God